# 瑟爾斯坦·哥理法森
瑟爾斯坦·哥理法森（1942年8月12日—2005年8月16日），冰島哲學家與翻譯家，屬於分析哲學學派，主要貢獻為把各國哲學著作翻譯成冰島文。